# تمرد ساغونتو
تمرد ساغونتو المعروف باسم إعلان مارتينيث كامبوس وهو تمرد قام به الجنرال أرسنيو مارتينيث كامبوس في ساغونتو يوم 29 ديسمبر 1874 والذي أراد به عودة البوربون لحكم إسبانيا وانهاء ديموقراطية السنوات الست (1868-1874) وانهى معها أيضا أول جمهورية إسبانية (1873-1874).
غادر الجنرال مارتينيث كامبوس مدريد متوجها نحو ساغونتو في 27 ديسمبر 1874 حيث طلبه ألفونسويين في بلنسية لإلقاء خطاب، فقد تلقي برقية بنص الترميز «البرتقال في حالته» وهو تعبير رئيسي وضعه المحافظين في بلنسية لقيادة الحركة. وفي اليوم ذاته حرك العميد لويس دابان قائد لواء سيجوربي (كاستيلون) جزءا من قواته (كتائب مشاة وعدة فصائل وبعض قطع المدفعية وهم حوالي 1800 رجل) إلى ساغونتو.
ثم استولى مارتينيث كامبوس على اللواء يوم 29 ديسمبر فأعاد تشكيل الجنود في مكان يسمى «لاس ألكوريتاس» (بالإسبانية: Las Alquerietas)‏ بالقرب من ساغونتو حيث بداية طريق ساغونتو-بورغوس، وخطب كامبوس في القوات مدللا على ضرورة عودة البوربون في شخص الأمير ألفونسو ابن إيزابيل الثانية والذي سيكون ألفونسو الثاني عشر ملك اسبانيا والإنديز. حيث ورث ألفونسو حق خلافة تاج إسبانيا بعدما تنازلت عنه أمه إيزابيل الثانية في المنفى (1870).
وبعدما انتهى كامبوس من خطابه صاح المجد للدون ألفونسو الثاني عشر ملك اسبانيا، فتفاعلت معه جموع العسكر مطالبين بعودة الملكية. وبعد ذلك توجهت تلك القوات إلى بلنسية حيث وردت الأخبار عن ابتهاج وفرح كبيرين في المدينة.
وبعد انتشار اخبار التمرد اجتمع بعض قادة الجيش يوم 29 فأعلنوا دعمهم لتلك الحركة والقتال والموت إذا لزم الأمر. وفي صباح يوم 30 ديسمبر دعم الجنرال فرناندو بريمو دي ريفيرا قائد عام مدريد هذا التمرد. ومن بعد ظهر اليوم نفسه أي في 30 ديسمبر، أرسل الجنرال خوفيلار قائد القوات المركزية برقية إلى وزارة الحرب مشيرا إلى أنه انضم إلى هذا التمرد.
قام مارتينيث كامبوس بإبلاغ رئيس الحكومة ساغاستا ووزير الحربية، وكانت الحكومة في ذلك الوقت في يد الجنرال سيرانو فهو الرئيس بعد انقلاب الجنرال بافيا في يناير 1874. فقاما بدورهما بإبلاغ الجنرال سيرانو الذي كان يقاتل في الشمال ضد الكارليين. ففضل سيرانو عدم المقاومة. وقبلت الحكومة القرار دون احتجاج ولم تبدي أي مقاومة عندما ظهر القائد العام لمدريد بريمو دي ريفيرا الذي ساهم في التمرد بمقر الحكومة وأمر بحلها وشكل حكومة مؤقتة في 31 ديسمبر 1874 تحت إشراف كانوباس ديل كاستيو مهمتها استعادة النظام الملكي ووضع نهاية للجمهورية الأولى.